# Manabu Oshio
Manabu Oshio (押尾 学, Oshio Manabu, né le 6 mai 1978) est un chanteur et acteur japonais.

## Biographie
Manabu Oshio grandit à Los Angeles, de 1982 à 1990. Il commence sa carrière en 1998 à la télévision dans le drama L'amour, c'est parfois un mensonge (愛、ときどき嘘, Ai, tokidoki uso). Il épouse l'actrice Akiko Yada (矢田 亜希子, Yada Akiko) en novembre 2006. De cette union nait un fils en janvier 2008. Ils se séparent en 2009.
Dans le cadre d'une enquête sur la mort d'une hôtesse à Roppongi le 2 août 2009, Oshio est arrêté le lendemain, suspecté d'avoir consommé de l'ecstasy.

## Filmographie
- 1999 : Jitsuroku gaiden butōha kuroshakai (実録外伝 武闘派黒社会?)
- 2000 : Pinch Runner (ピンチランナー, Pinchi rannā?)
- 2004 : Ichigo no hahen (苺の破片?)
- 2005 : Karaoke, jinsei kamihitoe (KARAOKE -人生紙一重-?)
- 2010 : Map of the Sounds of Tokyo